# 海津市図書館
海津市図書館（かいづしとしょかん）は、岐阜県海津市にある海津市立の公共図書館である。海津市海津図書館のみからなる。分館として海津市平田図書館と海津市南濃図書館があったが、南濃図書館は2020年（令和2年）3月をもって、平田図書館は2022年（令和4年）3月をもって閉館した。

## 海津図書館（中央館）
海津市海津図書館（かいづしかいづとしょかん）は、岐阜県海津市海津町高須にある公立図書館。蔵書数は約8万8,000冊。
1976年（昭和51年）4月、海津町立図書館として設置。合併により旧海津町が発足したのち、町庁舎として1956年（昭和31年）に建築された木造瓦葺き2階建の建物を、1974年（昭和49年）に新庁舎が建設されたのちに図書館として改装したものであった。2階には文学同人誌を収集する全国的に珍しい施設「日本現代紙碑文学館」を設けていた（後述）。建物の老朽化に伴い、現地での建て替えが行われた現在の図書館は1996年（平成8年）11月開館した半円形の建物で、蔵書の郷土資料にはこの地域独特の輪中に関するものが多数ある。
2005年（平成17年）に海津町が南濃町、平田町と合併、海津市として市制施行したのに伴い、海津市図書館の中央館として現在の名称になった。

### 日本現代紙碑文学館
文学同人誌を収集する施設として、海津町立図書館と同時に設立された。現在は図書館の一郭の施設である。海津町出身の作家長谷川敬の尽力と、文芸評論家小松伸六の蔵書1万5千冊の寄贈を基礎となり2008年現在の蔵書冊数は約3万5千冊を超え、全国的文学同人や文藝春秋からの寄贈により増加を続けている。

### 海津図書館の周辺施設
- 海津市役所
- 海津市文化センター
- 海津市歴史民俗資料館
- 海津市市民プール

## 利用案内

### 開館時間
- 9:00〜19:00

### 休館日
- 毎週月曜日（その日が祝日の場合はその翌日以降に訪れる最初の平日）

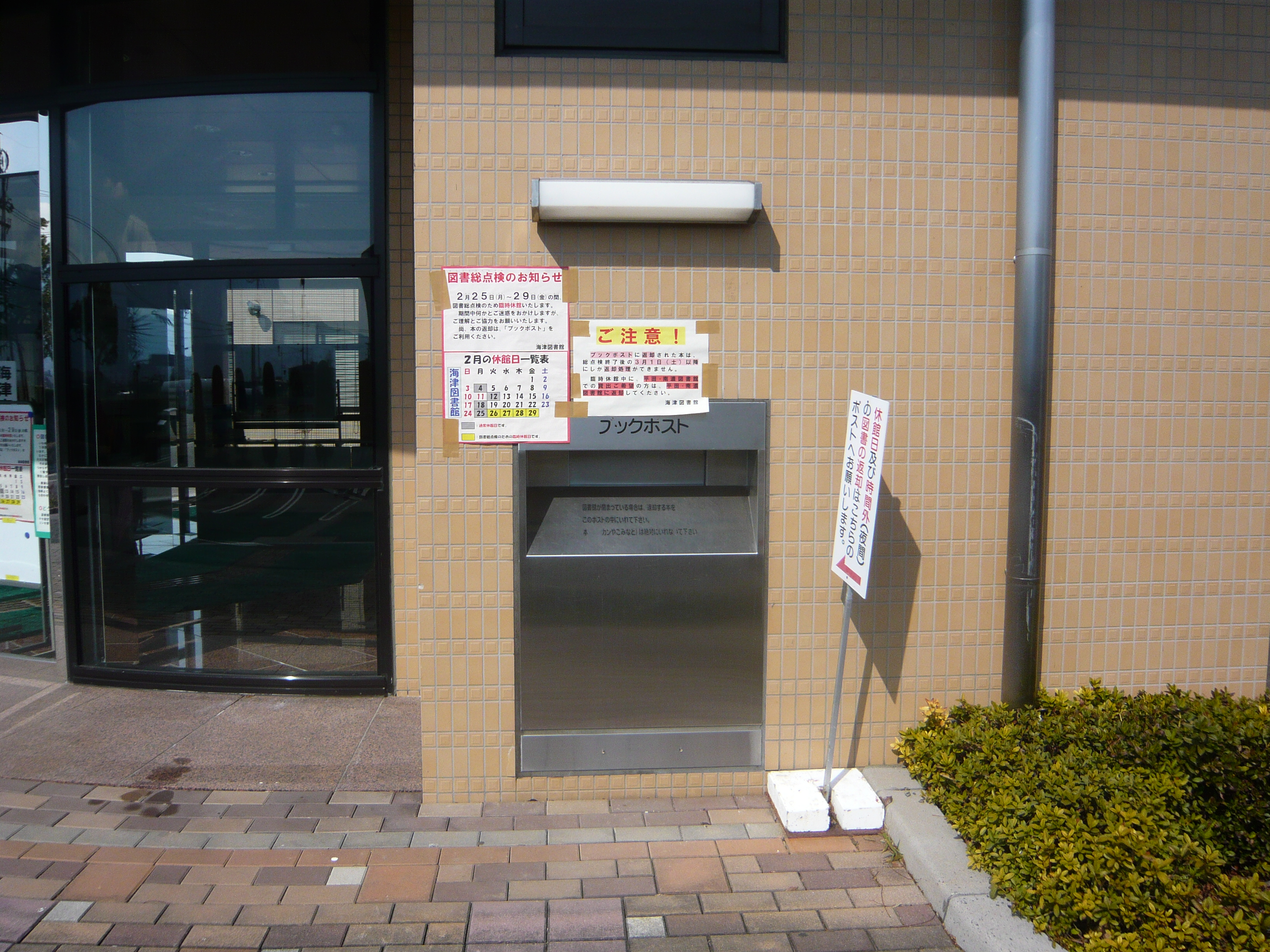
海津市海津図書館玄関横のブックポスト

- 年末年始（12月28日〜1月4日）
- 館内整理日
  - 海津図書館 - (毎月最終木曜日)
  - 平田図書館 - (毎月最終水曜日)
  - 南濃図書館 - (毎月最終金曜日)
- 特別整理期間（約1週間。その都度告知）

### 図書カード
貸出には「図書カード」が必要なため、「図書館カード交付申請書」に必要事項を記入して、カウンターに提出し受取。
- 海津市内すべての図書館で利用可能。
- 有効期間5年。
- 市外在住者でも貸出期間内に返却可能であれば利用可能。

### 貸出・返却
- 貸出期間：2週間
- 貸出冊数：10冊（市内3館の合計）
- 返却の際、図書カードは不要。閉館中の場合は、各館のブックポスト（返却ポスト）に返却可能。

## 平田図書館（閉館）
海津市平田図書館（かいづしひらたとしょかん）は、岐阜県海津市平田町仏師川にあった海津市図書館の分館である。蔵書数は約7万7,000冊。2020年（令和2年）3月31日付で閉館した。

### 平田図書館の施設内容
- AVコーナー
- ブラウジングコーナー
- お話コーナー
- レファレンスコーナー

## 南濃図書館（閉館）
海津市南濃図書館（かいづしなんのうとしょかん）は、岐阜県海津市南濃町駒野奥条入会地99-1（海津市文化会館1階、北緯35度13分16.9秒 東経136度35分54.9秒 / 北緯35.221361度 東経136.598583度にあった海津市図書館の分館である。蔵書数は約1万9,000冊で、児童開架・一般開架・AVコーナー・ブラウジングコーナーを設けていた。海津市図書館の機能の見直しと施設の集約化のため、2020年（令和2年）3月31日付で閉館した。

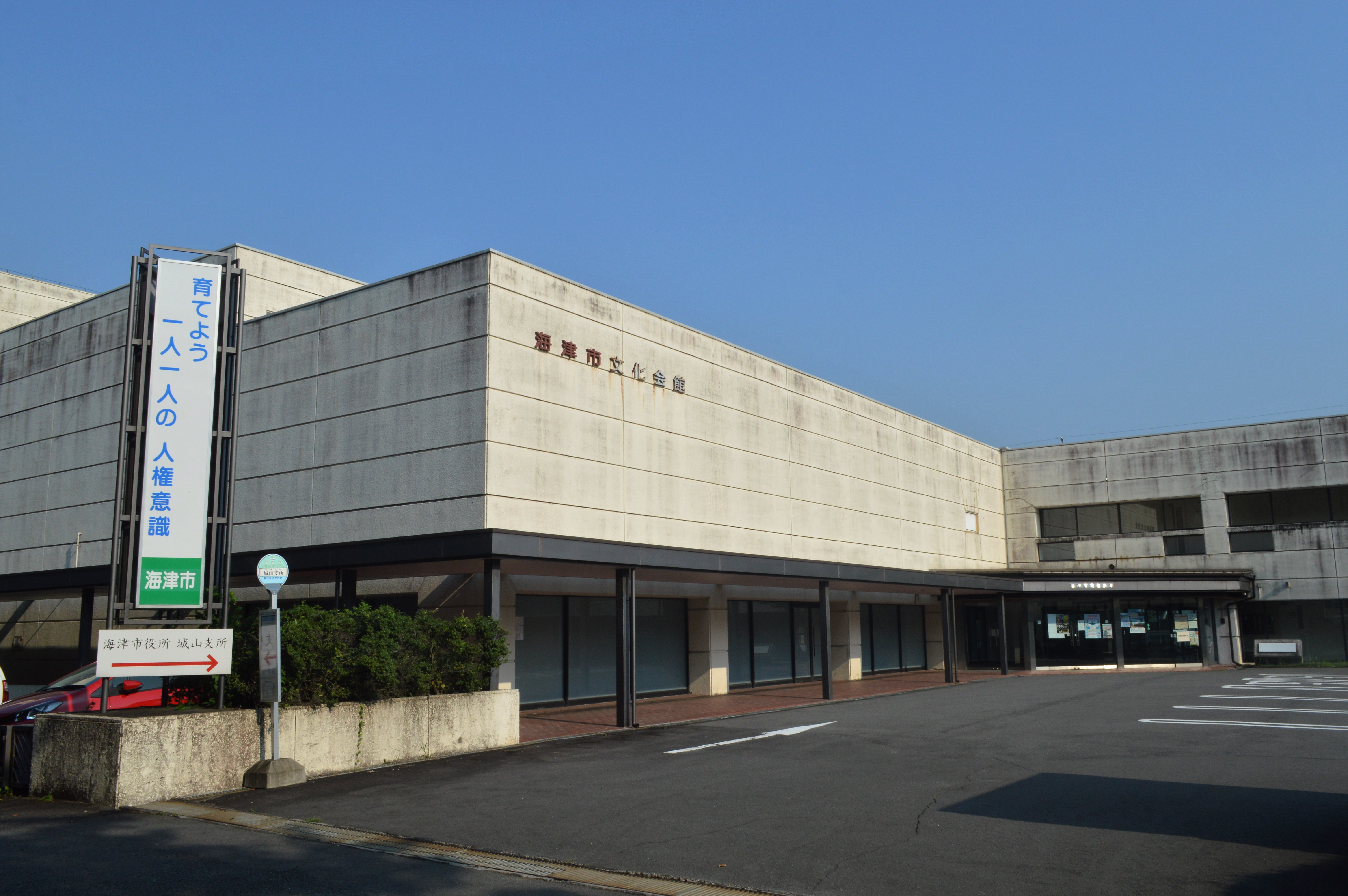
南濃図書館のあった海津市文化会館

## 読書通帳
海津市図書館では読書通帳を導入し、海津図書館と平田図書館に1台ずつ読書通帳機を設置している。読書通帳とは銀行の預金通帳のように、図書館で借りた本などの情報を記録する通帳型の冊子であり、日本全国で6番目、東海3県では初めて2014年（平成26年）3月末に導入した。読書通帳機には内田洋行のIT図書館システム「ULiUS」を採用し、地元の大垣共立銀行が協賛する。
貸し出し処理を行った後、読書通帳機に通帳を差し込み、画面操作を行うと、貸出日や書名のほか、預金通帳のように借りた本の金額（個々の本の金額と類型金額）が通帳に印字される。大垣共立銀行協賛のため、読書通帳は実際の預金通帳と同じ大きさで印字も同じである。
読書通帳に記録することによる読書欲の喚起と読書記録の管理に役立つとされ、実際に2014年12月23日に岐阜放送（ぎふチャン）の児玉佳奈レポーターが取材したところ、前者は特に子供たちに、後者は高齢者に効果が表れた。